# Prix Alberto-Benveniste
Pour les articles homonymes, voir Benveniste.
 (août 2022).
Le prix Alberto-Benveniste est remis chaque année de 2002 à 2016 par le Centre Alberto Benveniste. Il s'agit d'un prix de la recherche et d'un prix littéraire, dotés de 1 500 euros chacun, pour une œuvre publiée en français ou produite en France et ayant un lien direct avec le monde judéo-ibérique avant et après 1492.

## Lauréats du prix de la recherche
- 2002 : Nathan Wachtel pour La Foi du souvenir. Labyrinthes marranes (Seuil).
- 2003 : Sonia Fellous pour Histoire de la Bible de Moïse Arragel. Quand un rabbin interprète la Bible pour les chrétiens (Somogy)[2].
- 2004 : Charles Mopsik (1956-2003) pour l’ensemble de son œuvre et notamment pour Le Sexe des âmes (L’Éclat).
- 2005 : Daniel Lindenberg pour Destins marranes (Hachette/Pluriel) et à Marie-Christine Varol pour son enseignement et son Manuel de judéo-espagnol (L’Asiathèque).
- 2006 : Jonathan Israel pour Les Lumières radicales. La philosophie, Spinoza et la naissance de la modernité (1650-1750) (Éditions Amsterdam).
- 2007 : Danielle Rozenberg pour L’Espagne contemporaine et la Question juive. Les fils renoués de la mémoire et de l’histoire (Presses universitaires du Mirail).
- 2008 : Béatrice Pérez, pour Inquisition, Pouvoir, Société. La province de Séville et ses judéoconvers sous les Rois Catholiques (Champion).
- 2009 : Rifat Bali, pour l’ensemble de ses travaux consacrés à l’histoire des Juifs de Turquie.
- 2010 : Katherine E. Fleming, pour Grèce - Une histoire juive (Princeton University Press).
- 2011 : Aron Rodrigue, pour l'ensemble de ses travaux
- 2012 : Yirmiyahu Yovel, pour L'Aventure marrane (Seuil)
- 2013 : Michael Studemund-Halévy, pour l'ensemble de ses travaux.
- 2014 : Elena Romero, pour l'ensemble de ses travaux.
- 2015 : Rena Molho, pour l'ensemble de ses travaux.

## Lauréats du prix littéraire[3]
- 2002 : Sylvie Courtine-Denamy pour La Maison de Jacob (Phébus) et Anne Matalon pour Conférence au Club des Intimes (Phébus).
- 2003 : Angel Wagenstein pour Abraham le Poivrot (L’Esprit des Péninsules).
- 2004 : Antonio Muñoz Molina pour Séfarade (Seuil). Mention spéciale du jury à Rosie Pinhas-Delpuech pour Suite byzantine ( Éditions Bleu Autour).
- 2005 : Caroline Bongrand pour L’Enfant du Bosphore (Robert Laffont).
- 2006 : Michèle Kahn pour Le Roman de Séville (Éditions du Rocher).
- 2007 : Moris Farhi pour Jeunes Turcs (Buchet-Chastel).
- 2008 : Jean-Pierre Gattégno, pour Avec vue sur le Royaume (Actes Sud).
- 2009 : Richard Zimler, pour Le Gardien de l’aube (Le Cherche midi)
- 2010 : Éliette Abécassis, pour Sépharade (Albin Michel)
- 2011 : José Manuel Fajardo, pour Mon nom est Jamaïca (Metailié).
- 2012 : Metin Arditi, pour Le Turquetto (Actes Sud)
- 2013 : Ronit Matalon, pour Le Bruit de nos pas, traduit de l’hébreu par Rosie Pinhas-Delpuech (Stock)
- 2014 : Rosie Pinhas-Delpuech, pour l’ensemble de son œuvre.
- 2015 : Gabi Gleichmann, pour L’Elixir de l’immortalité (Grasset).
- 2016 : Ralph Toledano, pour Revoir Tanger (La grande ourse).